# 竹浦站
竹浦站（日语：／ Takeura eki */?）是北海道旅客鐵道室蘭本線的一個鐵路車站，位於日本北海道白老郡白老町，車站編號為H26，現時為無人車站。站名源自阿伊努語的「top-e-us-i」（竹子很多的地方）。

## 車站構造

### 站房
以混凝土所建成的單層站房1座。左側為己棄用的站務室，當中原來的窗戶及售票櫃枱皆已用木板圍封，右側為候車室，另外間出了部份位置變成了儲物房。而在站房外另建有男、女專用洗手間。

### 月台
設有側式月台及島式月台各1個，共提供2線3面的配置。3面皆沒有配以月台編號。
| 月台                    | 路線       | 方向 | 目的地                 |
| ----------------------- | ---------- | ---- | ---------------------- |
| 側式月台                | ■ 室蘭本線 | 上行 | 東室蘭、室蘭方向       |
| 島式月台 （內側、外側） | ■ 室蘭本線 | 下行 | 萩野、苫小牧、札幌方向 |

## 相鄰車站
北海道旅客鐵道
■ 室蘭本線
■特急「北斗」、「鈴蘭」
通過
■普通列車
虎杖濱 (H27) - 竹浦 (H26) - 北吉原 (H25)

## 外部連結
- JR北海道竹浦站網頁。 （页面存档备份，存于）（日語）